# Electronic Common Technical Document
 (mars 2014).
eCTD est le sigle d'Electronic Common Technical Document et la version électronique du CTD (Common Technical Document), format de dossier de demande d'autorisation de mise sur le marché pour un médicament. Le eCTD est le fruit du travail  du groupe M2 au sein de l'ICH et a pour but d'être commun aux trois régions (Europe, États-Unis, Japon).
Il est entré en vigueur dans les pays d'origine (Europe, États-Unis, Japon) avec quelques exceptions, puis dans d'autres pays comme la Suisse, le Canada, l'Australie, l'Afrique du Sud, les pays du golfe persique. à ce jour (05/2016) d'autres pays comme la Thaïlande et la Tunisie sont en phase de test et devraient passer à une mise en place dans les mois ou années qui viennent.

## Structure
Le eCTD est basé sur un dossier au format CTD découpé en fichiers (la plupart en PDF) et rangés selon une structure précise dans une arborescence prédéfinie. On rajoute par-dessus une surcouche de métadonnées sous la forme de fichiers XML : un pour les modules 2 à 5 appelé « backbone » et un pour le module 1 spécifique à la région concernée. Cette surcouche de métadonnées XML donne des informations sur la soumission comme les chemins des fichiers, les substances actives, les fabricants, les pays concernés etc.

## Cycle de vie
Le eCTD gère aussi le cycle de vie : le dépôt initial a le numéro de séquence 0000, les séquences suivantes 0001, 0002 etc. La surcouche XML permet le lien entre les séquences en indiquant le traitement à appliquer aux fichiers par des attributs "new", "append", "replace", "delete" et le lien éventuel par rapport aux séquences précédentes.

## Implémentation
D'abord développé au sein d'ICH pour l'Europe, les États-Unis et le Japon, l'eCTD a été adopté dans de nombreux pays pour la médecine humaine ou vétérinaire. 
- États-Unis - FDA
- European Economic Area, l'Espace économique européen (EEE) en français (Union européenne, Norvège et Islande)
- Suisse
- Serbie
- Australie
- Canada
- Afrique du Sud
- Thaïlande
- Pays du Golfe persique (Gulf Cooperation Council - Conseil de coopération du Golfe)
  - Arabie saoudite
  - Bahreïn
  - Oman (Muscat)
  - Qatar
  - Émirats Arabes Unis
  - Koweït

## Solutions
Un certain nombre de compagnies spécialisées dans les solutions de publication dédiées à la pharmacie ont publié leurs solutions de création ou de visualisation du eCTD. Ci-dessous une liste non exhaustive :

### Publication
- CSC eCTDXPress[2]
- Liquent Insight Publisher[3]
- Ennov Dossier[4]
- Lorenz docuBridge[5]
- Extedo eCTDmanager[6]
- GlobalSubmit Review and Validate[7]
- i4i's ALiCE eCTD Manager[8]
- MedXView eComposer (intégré à eCentral)[9]
- Octagon's ViewPoint eCTD Complete[10]
- Take's PharmaReady eCTD Submission Management Suite[11]
- P2 eCTD[12]
- nPeople eCTD dossier[13]
- eCTD Office[14]
- eCTDer[15] - n'est plus développé depuis 2006
- Datafarm eCTDBuilder (racheté par liquent, n'existe plus)

### Visualisation
- EURS is Yours, outil d'évaluation de l'agence européenne, développé par Extedo[16]
- DoubleBridge Rosetta-phoenix[17]
- Liquent Insight viewer[18]
- Lorenz docuBridge eReview[19]
- Octagon's eCTD viewer[20]
- eCTD Office viewer[21]
- e2[22]
- eCTD Gecco (racheté par Extedo, n'existe plus)
- Dossplorer regulatory ectd viewer by Qdossier [23]

### Validation
- Extedo global validator[24]
- Lorenz eValidator[25]
- Octagon's validator[26]
- GlobalSubmit Validate[27]